# Gertrude Bourdon
Pour les articles homonymes, voir Bourdon.
Gertrude Bourdon, née le 16 novembre 1955 à Saint-Cyprien au Québec, est une gestionnaire, conférencière, infirmière et femme politique québécoise.

## Carrière
Gertrude Bourdon a étudié à la polyvalente des Abénaquis et au Cégep Limoilou en techniques infirmières. Elle a ensuite obtenu un certificat en gestion de l'Université TÉLUQ, un baccalauréat multidisciplinaire de l'Université Laval, puis une attestation de deuxième cycle en management public de l'École nationale d'administration publique (ENAP).
Après son embauche comme infirmière au CHUL en 1984, elle gravit les échelons pour devenir en 2009 directrice générale du Centre hospitalier universitaire de Québec (CHUQ). En 2012, elle réalise la fusion du Centre hospitalier affilié de Québec (CHA), avec le CHUQ, comprenant le CHUL, l'Hôpital de l'Enfant-Jésus, l'Hôtel-Dieu de Québec, l'Hôpital Saint-François d'Assise et l'Hôpital du Saint-Sacrement. En 2015, elle est nommée présidente-directrice générale du CHU de Québec - Université Laval, le plus grand centre hospitalier universitaire du Québec (CHU) et parmi les trois plus importants au Canada. En même temps, elle met en œuvre et pilote le projet du mégahôpital au coût de 2 milliards$, un nouveau complexe hospitalier universitaire à Québec, sur le site de l'Hôpital de l'Enfant-Jésus. Elle démissionne de son poste le 23 août 2018 pour se présenter aux élections générales du Québec.

## Postes
| Postes                                                                 | Institution                                   | Date      |  |
| ---------------------------------------------------------------------- | --------------------------------------------- | --------- |  |
| Présidente-directrice générale                                         | CHU de Québec - Université Laval              | 2015-2018 |  |
| Directrice générale                                                    | CHU de Québec                                 | 2012-2015 |  |
| Directrice générale                                                    | CHUQ                                          | 2009-2012 |  |
| Directrice générale adjointe                                           | CHUQ                                          | 2006-2009 |  |
| Coordonnatrice du Centre de coordination nationale des urgences (CCNU) | Ministère de la Santé et des Services sociaux | 2005-2006 |  |

## Distinctions
| Organisme                                                                                            | Prix                                                                                  | Date |  |
| --- | ------------------------------------------------------------------------------------- | ---- |  |
| CHU de Québec - Université Laval                                                                     | Diamant hommage du conseil d’administration                                           | 2023 |  |
| Gouverneure générale du Canada                                                                       | Officier de l'Ordre du Canada,                                                        | 2018 |  |
| Institut d'administration publique du Québec(IAPQ)                                                   | Prix d'excellence hommage 2018,                                                       | 2018 |  |
| Secrétariat international des infirmières et infirmiers de l'espace francophone (SIDIIEF) — Bordeaux | Lauréate du Prix Reconnaissance,                                                      | 2018 |  |
| Ordre régional des infirmières et infirmiers de Québec (ORIIQ)                                       | Prix Rachel-Bureau 2016,                                                              | 2016 |  |
| Université TÉLUQ                                                                                     | Distinction honorifique Grande diplômée,                                              | 2016 |  |
| Assemblée nationale du Québec                                                                        | Médaille d'honneur de l'Assemblée nationale du Québec,                                | 2016 |  |
| Chambre de commerce et d'industrie de Québec, Académie des Grands Québécois                          | Grande Québécoise 2016,                                                               | 2016 |  |
| Ordre régional des infirmières et infirmiers de Québec (ORIIQ)                                       | Bourse Gertrude Bourdon: bourse d'études universitaires de 2e et 3e cycles en gestion | 2016 |  |
| YWCA                                                                                                 | Femmes de mérite 2014 - Catégorie Services publics,                                   | 2014 |  |
| WXN - Réseau des Femmes d'influence au Canada                                                        | Récipiendaire au TOP 100,                                                             | 2014 |  |

## Politique
Trois premiers ministres, ainsi qu'un chef de l’opposition l'ont sollicitée pour devenir ministre de la Santé : la première ministre, Pauline Marois en 2014, puis en 2018, Jean-François Lisée, chef de l'opposition pour le Parti québécois, François Legault chef de la seconde opposition et chef de la Coalition avenir Québec et premier ministre en devenir, et finalement Philippe Couillard, premier ministre en titre et chef du Parti libéral du Québec.
Le 24 août 2018, elle devient candidate du Parti libéral du Québec (PLQ) dans la circonscription de Jean-Lesage aux élections générales du Québec. Le jour de son investiture, le premier ministre, Philippe Couillard présente Gertrude Bourdon comme ministre de la Santé du prochain gouvernement libéral,. Elle termine troisième.
Le 30 octobre 2019, elle se représente de nouveau sous la bannière du Parti libéral du Québec, mais cette fois dans la circonscription de Jean-Talon. Elle termine cette fois deuxième.

## Résultats électoraux
|                                                                                               | Nom              | Parti                               | Nombre de voix | %      | Maj.  |
| --------------------------------------------------------------------------------------------- | ---------------- | ----------------------------------- | -------------- | ------ | ----- |
|                                                                                               | Joëlle Boutin    | Coalition avenir                    | 9 950          | 43,4 % | 4 208 |
|                                                                                               | Gertrude Bourdon | Libéral                             | 5 742          | 25 %   | -     |
|                                                                                               | Olivier Bolduc   | Québec solidaire                    | 3 888          | 17 %   | -     |
|                                                                                               | Sylvain Barrette | Parti québécois                     | 2 137          | 9,3 %  | -     |
|                                                                                               | Emilie Coulombe  | Vert                                | 640            | 2,8 %  | -     |
|                                                                                               | Éric Barnabé     | Conservateur                        | 233            | 1 %    | -     |
|                                                                                               | Ali Dahan        | Indépendant                         | 206            | 0,9 %  | -     |
|                                                                                               | Stéphane Blais   | Citoyens au pouvoir                 | 85             | 0,4 %  | -     |
|                                                                                               | Michel Blondin   | Parti pour l'indépendance du Québec | 32             | 0,1 %  | -     |
|                                                                                               | Stéphane Pouleur | Équipe autonomiste                  | 23             | 0,1 %  | -     |
| Total                                                                                         | Total            | Total                               | 22 936         | 100 %  |       |
| Le taux de participation lors de l'élection était de 49,2 % et 109 bulletins ont été rejetés. |                  |                                     |                |        |       |

|                                                                                               | Nom                       | Parti               | Nombre de voix | %      | Maj. |
| --------------------------------------------------------------------------------------------- | ------------------------- | ------------------- | -------------- | ------ | ---- |
|                                                                                               | Sol Zanetti               | Québec solidaire    | 10 331         | 34,7 % | 699  |
|                                                                                               | Christiane Gamache        | Coalition avenir    | 9 632          | 32,4 % | -    |
|                                                                                               | Gertrude Bourdon          | Libéral             | 5 335          | 17,9 % | -    |
|                                                                                               | Claire Vignola            | Parti québécois     | 2 774          | 9,3 %  | -    |
|                                                                                               | Anne Deblois              | Conservateur        | 520            | 1,7 %  | -    |
|                                                                                               | Raymond Côté              | NPD Québec          | 399            | 1,3 %  | -    |
|                                                                                               | Alex Paradis-Bellefeuille | Vert                | 343            | 1,2 %  | -    |
|                                                                                               | Charles Verreault-Lemieux | Parti nul           | 192            | 0,6 %  | -    |
|                                                                                               | Marie-Pierre Deschênes    | Citoyens au pouvoir | 149            | 0,5 %  | -    |
|                                                                                               | Nicolas Bouffard-Savoie   | Équipe autonomiste  | 52             | 0,2 %  | -    |
|                                                                                               | Claude Moreau             | Marxiste-léniniste  | 44             | 0,1 %  | -    |
| Total                                                                                         | Total                     | Total               | 29 771         | 100 %  |      |
| Le taux de participation lors de l'élection était de 65,8 % et 548 bulletins ont été rejetés. |                           |                     |                |        |      |